# Irene Crespin
Irene Crespin (Kew, 12 de noviembre de 1896 – 2 de enero de 1980) fue una geóloga y paleontóloga australiana.

## Biografía
Crespin nació en Kew, Victoria y estudió en Mansfield en el Instituto Agrícola y en la Universidad de Melbourne  bajo la influencia de Frederick Chapman de quien fue ayudante en 1927. El 1 de enero de 1936 sucedió a Chapman como paleontólogo en el Departamento del Interior; se trasladó a Canberra para estar en contacto con el asesor geológico de la Commonwealth Walter George Woolnough. Durante su carrera publicó unos noventa escritos, que incluyen trabajos notables en foraminíferos, como autora única y más de veinte en colaboración con otros científicos.

## Premios y honores
- Una calle en el barrio de Camberra de Bancos está nombrada coimo  Crespin Place en su honor.
- El Premio Irene Crespin de Paleontología se otorga por la Facultad de Ciencias de la Universidad Nacional Australiana por la excelencia en el grado de paleontología.
- Crespin fue galardonada con la Medalla Clarke por la Sociedad de Nueva Gales del Sur en 1957.[2]